# پولترونوا
پولترونوا (به ایتالیایی: Poltronova)؛ یک شرکت ایتالیایی است که در بخش طراحی و مبلمان مستقر در فلورانس فعالیت می‌کند. در سال ۱۹۵۷ میلادی در اگلیانا تأسیس شد، شناخته شده‌ترین محصولات آن، که برخی از آن‌ها در موزهٔ هنر مدرن در نیویورک نیز به نمایش گذاشته شده، شامل صندلی‌راحتی جو، مبل ماژولار سوپروندا پولترونوا، آینهٔ اولترافراگولا، و صندلی‌گهواره‌ای ازگارسول هستند.

## تاریخچه
شرکت پولترونوا در سال ۱۹۵۷ میلادی توسط سرجو کامیلی در اگلیانا تأسیس شد (با حمایت یکی از شرکای خود به نام بوناکی، که توسط اتوره سوتساس پسر چنین تعریف می‌شود: «آدم عجیبی است زیرا با وارد کردن لباس‌های کهنه و دور ریخته شده از آمریکا پول درآورده بود، با اینکه در همان نزدیکی شهر پراتو، مرکز منسوجات واقع است… و با لباس‌های کهنه، با خزهای قدیمی، دلار و حلقه… را بدست آورد. در سال ۱۹۵۸ میلادی کامیلی با سوتساس آشنا شد که در آن زمان به عنوان طراح سرامیک برای بیتوسی کار می‌کرد و آن‌ها دوستان خوبی شدند. آن‌ها یک همکاری حرفه‌ای را آغاز کردند که در ایجاد چشم‌انداز این برند تعیین‌کننده بود. سوتساس تا سال ۱۹۷۳ میلادی به عنوان مدیر هنری شرکت خدمت کرد.
محصولاتی که اکنون در مجموعه‌ها و موزه‌های خصوصی وجود دارند، کار طراحانی مانند للا و ماسیمو وینیلی، ده پاس، دوربینو، لوماتسی، جووانی میکلوچی، آنجلو مانجاروتی، گائه اولنتی، ماکس ارنست، ماریو چرولی است.

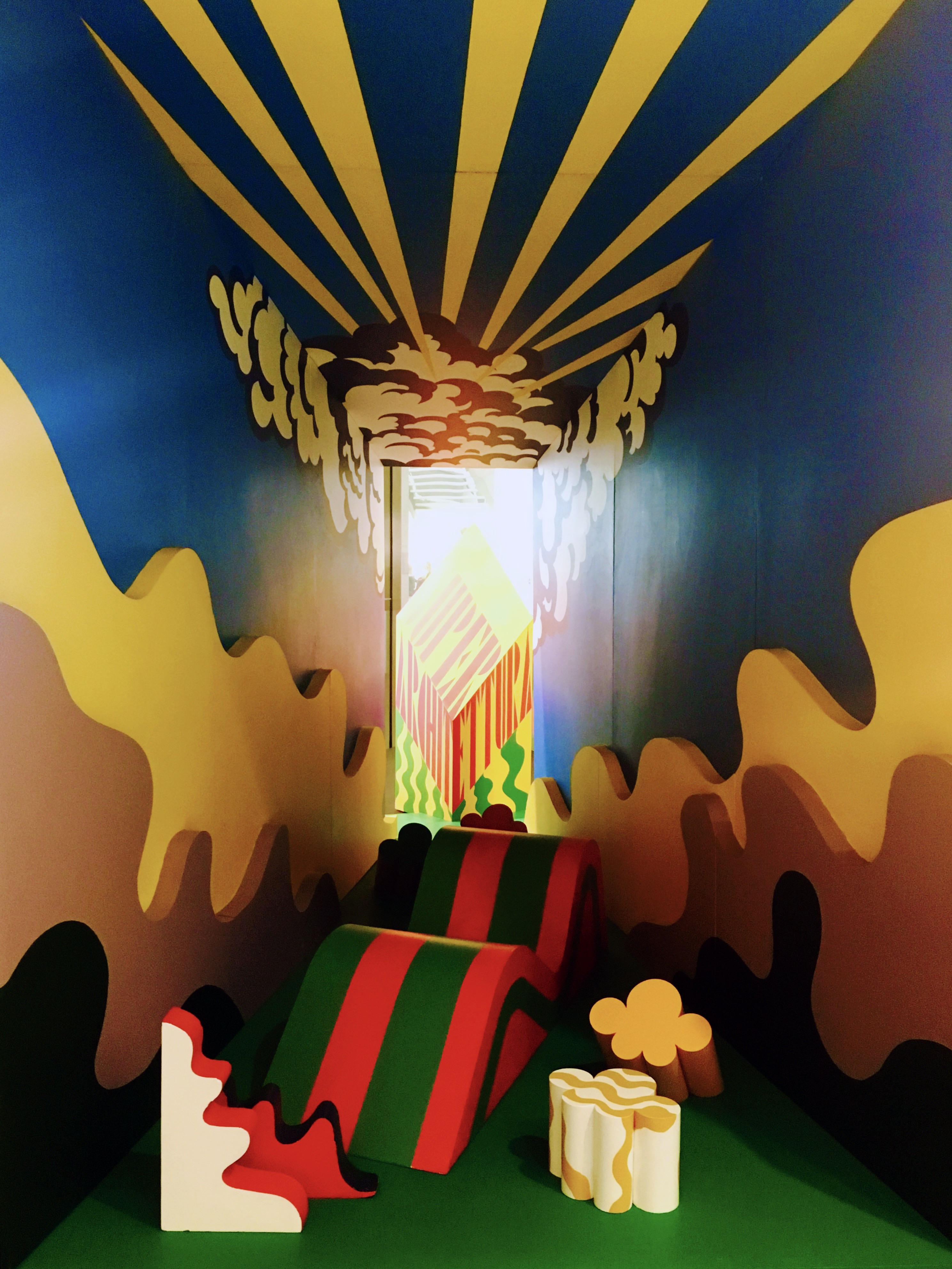
سوپراَرکیتتورا، طراحی شده توسط آرکیزوم و سوپراستودیو در سال ۱۹۶۶ میلادی، بازسازی شده به مناسبت نمایشگاه "سوپراستودیو ۵۰"، ۲۱ آوریل تا ۴ سپتامبر ۲۰۱۶ میلادی، موزه ملی هنرهای سده ۲۱، رُم.

با نمایشگاه مانیفست «سوپراَرکیتتورا» (ابرمعماری) در سال ۱۹۶۶ میلادی همکاری با گروه‌های رادیکال فلورانسی جدید متولد شد، فعالان سال‌های اعتراض در دانشکده معماری فلورانس. این نمایشگاه که از ۴ تا ۱۷ دسامبر در گالری جولی ۲ در پیستویا برگزار شد و توسط آدولفو ناتالینی با همکاری آرکیزوم و سوپراستودیو برگزار شد، برای توسعه طراحی رادیکال ایتالیایی تعیین‌کننده بود. در دو اتاق زیرزمینی یا همان‌طور که گیلبرتو کورتی به یاد می‌آورد، «نوعی زیرزمین مرطوب [...] متعلق به فرناندو نروتسی که با ماهی سروکار داشت: اما ما چیزهای زیادی در اختیار داشتیم»، «معماری سوپرمصرف، سوپرالقاء به سوپرمصرف، سوپرمارکت، سوپرمن، بنزین‌سوپر» در قالب اشیایی که مخصوصاً برای این مناسبت ساخته شده بودند به صحنه رفت. «یک ورودی رنگارنگ بود، و سپس این نمونه‌های اولیه رنگارنگ، ساخته شده از چوب و مقوا. چیزی که واضح‌تر از همه بود، و مردم فوراً فهمیدند که اتفاقی جدید و متفاوت در حال رخ دادن است، موسیقی رولینگ استونز بود که ما از آن به عنوان موسیقی متن نمایشگاه استفاده کردیم». این نمایشگاه الهام بخش کامیلی و سوتساس شد تا مسیر پولترونوا را تغییر دهند و اینگونه بود که آن‌ها شروع به کار با طراحان جوان کردند و بدین ترتیب راه را برای پست مدرنیسم در ایتالیا هموار کردند. در نمایش، علاوه بر سوپرسونیک، پِر آسپرا، لا موکا (گاو) که با ریتم موسیقی بیتلز، رولینگ استونز و جیمی هندریکس به نمایش گذاشته شده است، ما پاسی‌فلورا از سوپراستودیو که تبدیل به یک چراغ رومیزی شد و سوپروندا از آرکیزوم، مبل راه راه که سپس با استفاده از پلی‌اوره‌تان منبسط شده برای هسته و اسکای براق برای پوشش تولید شد.
آرکیزوم و سوپراستودیو طرفداران یک سری محصولات هستند که از آزمایش زبان‌ها، مواد جدید، روش‌ها و فناوری‌های جدید به وجود آمده‌اند. این اشیاء به عنوان بخشی از منتخب حاضر در نمایشگاه طراحی ایتالیایی در سال ۱۹۷۲ میلادی در موزهٔ هنر مدرن در نیویورک انتخاب شدند.
مرکز طراحی در سال ۱۹۶۷ میلادی متولد شد، یک نام تجاری پولترونوا که توسط سرجو کامیلی تأسیس و کارگردانی شد و از سال ۱۹۶۹ تا ۱۹۷۹ میلادی، اشیاء نورپردازی و سری یانترا، اشیاء سرامیکی طراحی شده توسط سوتساس را در یک گالری در قلب میلان به نمایش گذاشت و به فروش رساند.
پس از دههٔ ۱۹۷۰ میلادی، پولترونوا با طراحان پست مدرنیستی مانند هانس هولاین، فرانکو راگی و پائولو پورتوگزی در دههٔ ۱۹۸۰ میلادی، و رون آراد، نایجل کوتس و پروسپرو راسولو بین دهه‌های ۱۹۹۰ و ۲۰۰۰ میلادی همکاری کرد.
در سال ۲۰۰۵ میلادی روبرتا ملونی، که در سال ۲۰۰۱ میلادی سهامدار عمده شد و مسئول مدیریت شد، مرکز مطالعاتی پولترونوا را برای طراحی تأسیس کرد که آرشیو آن در سال ۲۰۱۳ میلادی به عنوان «با اهمیت ویژهٔ تاریخی» توسط نظارت بایگانی و کتابشناسی توسکانی شناخته شد.
اشیاء ازگارسول (گائه اولنتی، ۱۹۶۲ میلادی)، سوپروندا (آرکیزوم آسوچاتی، ۱۹۶۷ میلادی)، میِس (آرکیزوم آسوچاتی، ۱۹۶۹ میلادی)، جو (جاناتان ده پاس، دوناتو دوربینو، پائولو لوماتسی، ۱۹۷۰ میلادی) و (اتوره سوتساس پسر، اولترافراگولا، ۱۹۷۰ میلادی) در مجموعهٔ دائمی طراحی ایتالیایی در تری‌یناله دی میلانو حضور دارند و از سال ۲۰۱۹ میلادی در موزهٔ طراحی ایتالیایی به نمایش گذاشته شده‌اند.